# 리토랄주 (적도 기니)

리토랄 주

리토랄주(스페인어: Litoral)는 적도 기니의 주로, 주도는 바타이다. 면적은 6,665 km2이고, 인구는 366,310 명(2015년 기준)이다. 북쪽으로는 카메룬, 남쪽으로는 가봉과 국경을 맞대고 있으며 동쪽으로는 중남부 주와 인접해 있다.